# Pałac Rektorów w Dubrowniku
Pałac Rektorów – pałac położony w Dubrowniku, na terenie żupanii Dubrovnik-Neretwa, stanowiący siedzibę władz miejskich podczas trwania Republiki Ragusy. Jeden głównych zabytków miasta, miejsce spotkań kulturalnych i siedziba Kulturalno-historycznego Muzeum. Wyróżnia się ciekawą różnorodnością stylów architektonicznych – od gotyckiego po elementy barokowe oraz charakterystycznymi kolumnami ozdabiającymi zachodnią fasadę pałacu. Pod arkadami, w cieniu, znajdują się kamienne ławy z widokiem na sąsiadujący plac Luža i kolumnę Orlanda.

## Historia i architektura
Pierwsze wzmianki o tym miejscu sięgają XIII wieku, kiedy to w miejscu dzisiejszego pałacu stał warowny zamek otoczony czterema narożnymi wieżami. W 1435 roku uległ on zniszczeniu w wyniku eksplozji, prawdopodobnie trzymanego tam prochu, a w jego miejsce rozpoczęto budowę pałacu. Projekt został przygotowany przez Onofrio di Giordano della Cava w stylu późnego gotyku, a późniejsza rozbudowa objęła piętro i dziedziniec pałacu. Będące ozdobą pałacu kapitele, wieńczące kolumny zostały zaprojektowane i wykonane przez Pietro di Martino z Milanu. 
W 1463 nastąpiła kolejna eksplozja, która zniszczyła zachodnią fasadę. Odbudowało ją dwóch architektów, Juraj Dalmatinac i Michellozo z Florencji, nadając jej styl renesansowy. W 1667 ponownie pałac uległ zniszczeniu wskutek potężnego trzęsienia ziemi. Przy kolejnej odbudowie dodano barokowe, ozdobne schody będące jedną z jego największych atrakcji turystycznych. Ponownie Pałac został uszkodzony podczas trzęsienia ziemi w 1979, a odbudowa trwała w latach 1982–1984. Na środku dziedzińca znajduje się rzeźba Moho Pracat'a, zamożnego i znanego żeglarza z wyspy Lopud, stworzona przez rzeźbiarza z Recanati P. Giacometti'ego. Co ciekawe, była to jedyna publiczna rzeźba stworzona w celu upamiętnienia obywatela podczas trwania Republiki Ragusy.

## Znaczenie historyczne
Po wybudowaniu w XV wieku pałac Rektorów pełnił rolę siedziby władz miejskich Republiki Ragusy, w szczególności księcia-rektora wybieranego na rok lub miesiąc przez 29 największych rodów szlacheckich. Odbywały się tu spotkania „Małej Rady”, stanowiącej wraz z „Wielka Radą” odpowiednik parlamentu Republiki. Poza tym znajdował się tu sąd, biuro notarialne, kaplica dworska, aresnał a nawet więzienie. Jedno z pomieszczeń służyło na miejsce posiedzeń „Wielkiej Rady”. Nad wejściem do niego znajduje się znamienny napis „Obliti Privatorum - Publica Curata”, co w wolnym tłumaczeniu oznacza „Zapomnij o prywatnych sprawach - skup się na sprawach publicznych”. Wraz z upadkiem Republiki Ragusy miejsce traciło na znaczeniu jako ośrodek administracyjny a przekształcało się w ośrodek kulturalny.

## Muzeum
Obecnie w Pałacu Rektorów mieści się tam dział kulturalny i historyczny Muzeum Dubrownika (Durbovacki Muzej). Do najbardziej okazałych zbiorów należą obrazy stanowiące zbiór malarstwa zawierająca ponad 300 obrazów stworzonych w od XV do XIX wieku oraz niewielka liczba pomniejszych obrazów stworzonych przez członków tzw. "szkoły dubrownickiej" funkcjonującej na przełomie XV i XVI wieku, do której należeli między innymi Blaz Juraj Trogiranin, Mihajlo Hamzic i Lovro Dobricevic. Ponadto w salach Muzeum można podziwiać kolekcje ikon z XVII i XVIII wieku, wyrobów metalowych, szklanych, strojów a nawet materiałów fotograficznych pochodzących z drugiej połowy XIX i pierwszych dekad XX wieku. Znajduje się tu również kolekcja broni i przedmiotów z mieszczącej się w Dubrowniku apteki „Domus Christi” z XV wieku.

## Kultura
Ze względu na doskonałe walory akustyczne znajdującego się w Pałacu atrium, połączone z urokliwymi wnętrzami oraz otoczeniem, odbywają się tu liczne przedstawienia i koncerty. Do najbardziej znanych wydarzeń należy Letni Festiwal w Dubrowniku. Zapoczątkowany został w 1950 roku, a w roku 2019 odbyła się jego 70 odsłona. Ma miejsce zazwyczaj w lecie - na przełomie lipca i sierpnia a jego charakterystyczną cechą jest fakt, że odbywa się w ośmiu historycznych miejscach. Są to: atrium Pałacu Rektorów, plac przed Kościołem św. Błażeja, letnie kino Jadran, park szkoły artystycznej, Poljana Rudera Boskovicia, taras twierdzy Revelin i twierdza Lovrijenac. Od roku 2000 odbywa się festiwal muzyki kameralnej „Julian Rachlin i przyjaciele”, który na stałe wpisał się w kulturalne wydarzenia Europy. Festiwal w całości odbywa się w Atrium pałacu, a jeżeli pogoda na to nie pozwala, przenosi się do twierdzy Revelin.